# Tales of Hearts
Tales of Hearts (テイルズ オブ ハーツ?, Teiruzu obu Hātsu) è l'undicesimo titolo principale della serie videoludica Tales of, pubblicato esclusivamente per Nintendo DS il 18 dicembre 2008 in Giappone. Il genere caratteristico di Tales of Hearts è definito RPG to Meet the Heart (心と出会うRPG?, Kokoro to deau RPG). Il videogioco è prodotto da Hideo Baba, con il game design curato da Kazuhisa Oomi e la sceneggiatura di Naoki Yamamoto, mentre i veterani della serie Mutsumi Inomata e Motoi Sakuraba sono rispettivamente character designer e compositore delle musiche. Il gioco utilizza sprite in 2D, e sfondi in 3D, ed è il primo capitolo della serie ad utilizzare personaggi realizzati in computer grafica durante i filmati. Il tema musicale del gioco, Eien no Ashita (永遠の明日? "Eternal Tomorrow") è interpretato dai Deen, che in precedenza aveva già cantato il tema di Tales of Destiny. Il titolo è stato reso disponibile in due versioni: la Anime Movie Edition (アニメムービーエディション?, Anime Mūbī Edishon) che utilizza animazioni prodotte dalla Production I.G, e la CG Movie Edition (CGムービーエディション?, CG Mūbī Edishon) che invece utilizza grafica computerizzata prodotta dalla Shirogumi.
Il 7 marzo 2013 è uscito in Giappone per PlayStation Vita Tales of Hearts R, rifacimento totale del titolo. La versione "moderna" del gioco è stata arrivata anche in Europa e Australasia il 14 novembre 2014.